# Kung Fury
A Kung Fury egy 2015-ös svéd akciófilm-paródia, amit David Sandberg írt és rendezett. A film az 1980-as évek harcművészeti és rendőrfilmjeinek paródiája. A főszerepet szintén Sandberg játssza, Jorma Taccone és Leopold Nilsson mellett, egy rövid szerep erejéig pedig David Hasselhoff is megjelenik a filmben.
A rövid, mindössze 31 perces alkotás a Kickstarteren 2013 végén rendezett gyűjtés során 630 ezer dollárt gyűjtött össze, ami több volt, mint az eredetileg előirányzott 200 ezer, de kevesebb, mint az 1 millió dollár, ami az egész estés változat leforgatásához kellett volna. A film hamar kultikus státuszba emelkedett, magyar szinkronnal elérhető a YouTube-on is, továbbá folyamatosan napirenden van a teljes hosszúságú film, de legalább egy folytatás elkészítése.

## Cselekmény
|  | Alább a cselekmény részletei következnek! |

Valamikor az 1980-as évek elején főhősünk és társa a miami rendőrségen szolgálnak, amikor is egy bevetés során elkapnak egy vörös ruhás nindzsát. Mielőtt bármit tehetnének, a társát kettévágja a nindzsa a kardjával, őt pedig egyszerre harapja meg egy kobra és csap bele a villám – ennek hatására válik Kung Fury-vá, aki rendkívüli képességekre tesz szert és így könnyűszerrel tud győzni. Évekkel később, miután kemény harcban legyőzi az egyik játékterem önálló életre kelt játékgépét, felmond a rendőrségen, miután új társat akarnak mellé kinevezni Dinozsarusz személyében, aki félig ember, félig Triceratops. Ugyanebben az időben Adolf Hitler, aki az 1940-es években hatalmas kung fu-mesterré képezte ki magát, és ennek hatására felvette a Kung Führer nevet, megérkezik 1985-be, majd egy telefonba lövöldözve lemészárol mindenkit az örsön.
Hogy bosszút álljon és legyőzze Hitlert, a barátja, Hackerman segítségével vissza akar menni a 40-es évekbe. Csakhogy a hackelésbe hiba csúszik, és ezért a vikingek korába jut. Miután találkozik két harcosnővel, a gépágyút fogó, farkasháton lovagoló Barbiannával és az Uzival harcoló Katanával, a viking istenség, Thor juttatja el őt a céljához.
Érkezésekor Hitler épp egy gyűlést tart, ám Kung Fury puszta kézzel lever több tucat náci katonát. Azzal azonban nem számol, hogy Hitler emelvényébe egy gépágyú van építve, ami hatástalanítja őt. Ekkor azonban megérkezik Thor, Hackerman, Dinozsarusz, a viking harcosnők, és egy Tyrannosaurus, akik segítenek neki a harcban. Míg a többiek legyőzik a náci katonákat, a Tyrannosaurus harcképtelenné teszi Hitler birodalmi sas formájú robotját. Miután Hackerman "visszahackeli" Kung Fury-t az életbe, az egy hatalmas ütéssel lágyékon vágja Hitlert, majd Thor a kalapácsával őt és a sast is kilapítja.
Miután végzett küldetésével, visszatér a saját idejébe. A záró jelenetben ugyanaz látható, mint a film elején: Kung Fury végez a játéktermi géppel, azonban döbbenten veszi észre, hogy az oldalán egy szvasztika látható. A befejező képsorok sejtetik, hogy Hitler és a birodalmi sas életben maradtak és bosszúra szomjasak.

## Szereplők
- Kung Fury (David Sandberg): egy miami rendőr, akit egy bevetés során egyszerre harap meg egy kobra és csap belé a villám, ennek hatására szuperképességekre tesz szert, amit egy ősi prófécia is megjósolt
- Adolf Hitler (Jorma Taccone): más néven Kung Führer, aki eltökélte, hogy végez Kung Fury-val, hogy ő legyen a világ legnagyobb harcművésze
- Dragon (Steven Chew): Kung Fury első társa, akivel egy nindzsa végez
- Hackerman (Leopold Nilsson): egy számítógépes zseni, aki képes bármit meghackelni, továbbá robottá tud változni
- Thor (Andreas Cahling, eredeti hangja Per-Henrik Arvidius): a villámok viking istene
- Dinozsarusz (az eredeti változatban Triceracop, Erik Hornqvist, eredeti hangja Frank Sanderson): egy félig ember, félig dinoszaurusz rendőr, Kung Fury új társa
- Barbarianna (Eleni Young): viking harcosnő gépágyúval, aki egy farkas hátán lovagol
- Katana (Helene Ahlson, eredeti hangja Yasmina Suhonen): viking harcosnő, aki egy Tyrannosaurus hátán lovagol és egy Uzival harcol
- Vörös nindzsa (Eos Karlsson)
- Reichstache ezredes (Magnus Betnér)
- Lahmstache közrendőr (Björn Gustafsson)
- Hoff 9000 (David Hasselhoff)

Frank Sanderson adja a hangját az animált kobrának és Tyrannosaurusnak.

## Forgatás
David Sandberg egy svéd rendező, aki korábban tévéreklámokat és videóklipeket rendezett. 2012-ben felhagyott ezzel, és nekilátott egy forgatókönyv megírásának, mely az 1980-as évek akciófilmjeinek szellemében készült. Eredetileg 5 ezer dollárt szánt arra, hogy barátai segítségével elkészítsen egy rövidke videót, mely később a filmelőzetes lett.
2013 decemberében elindult a film Kickstarter-kampánya, melynek az volt a célja, hogy összeszedjenek 200 ezer dollárt, hogy elkészíthessék a 30 perces változatot, amelyet ingyen mutatnának be az interneten. Amennyiben elérte volna az 1 millió dollárt, úgy egész estés hosszban és nemzetközi forgalmazásban mutathatták volna be. A legtöbb jelenetet green screen előtt vették fel, egy Canon EOS 5D Mark III és egy Sony FS700 segítségével. Az utómunkákhoz további gyűjtést kellett szervezniük.
Végül 17713 ember gyűjtött össze 630 ezer dollárt. A költségvetés szűkössége miatt Sandberg a svédországi Umeå városában lévő irodájában rakta össze a filmet, digitálisan kidolgozva Miamit. Mivel egyszerre csak egy rendőrruhára volt pénze, ezért a jeleneteket úgy vette fel, hogy a statiszták külön-külön vették fel abban az egy ruhában a jelenetüket, majd digitálisan lettek egy képre montírozva. Hasonló módon, több mint 60 külön felvételből állt össze az a jelenet, amikor Kung Fury egyenként harcol a náci katonákkal.
2014 júliusában indultak a pótforgatások, harminc támogató statisztálásával. Egyes jeleneteket Stockholmban vettek fel. A nindzsával és a játékgéppel való küzdelem során maketteket is használtak. Az animációs jelenetet az Old Skool Games videójáték-fejlesztő csapat készítette.
Hogy jobban éreztesse a nyolcvanas évek filmjeinek hatását, az egész filmre egy olyan effektet raktak, mely azt a benyomást kelti, mintha egy viseltes VHS-szalagot nézne az ember. Ez a filmben ügyes trükkökre is lehetőséget ad, mert a megnyúlt, begyűrődött szalag hatását keltő eltorzult képpel például gyorsan tudtak váltani képet a nyitójelenetben a játékgéppel való harc során.
A zenéért a svéd synthwave előadó, Mitch Murder és a Lost Years feleltek, de ezenkívül Patrik Öberg, Christoffer Ling, Highway Superstar, és Betamaxx dalai is hallhatóak. 2015. július 8-án a filmzene megjelent bakeliten is.

## Folytatás
2016. május 28-án bejelentették, hogy a "Kung Fury II The Movie" előkészületben van. Ez már egy egész estés film lenne, Seth Grahame-Smith és David Katzenberg közreműködésével. 2018 februárjában bejelentették, hogy Michael Fassbender és Arnold Schwarzenegger is szerepelni fognak benne, utóbbi játssza majd az Egyesült Államok elnökét. A forgatás 2019. szeptember 25-én befejeződött, azonban jogi problémák miatt az utómunkálatok 2020 szeptemberében megálltak: a film készítői beperelték a kínai befektetőket, amiért azok nem fizették ki a 10 millió dolláros költséget, amiben megegyeztek.

## Fordítás
- Ez a szócikk részben vagy egészben  a   Kung Fury című angol Wikipédia-szócikk ezen változatának fordításán alapul.  Az eredeti cikk szerkesztőit annak laptörténete sorolja fel. Ez a jelzés csupán a megfogalmazás eredetét és a szerzői jogokat jelzi, nem szolgál a cikkben szereplő információk forrásmegjelöléseként.